# アドリアン・ロペス・アルバレス
アドリアン・ロペス・アルバレス（Adrián López Álvarez, 1988年1月8日 - ）は、スペインアストゥリアス州テベルガ出身のサッカー選手。現在は無所属。ポジションはFW。元スペイン代表。

## 経歴

### クラブ

#### デポルティーボ・ラ・コルーニャ
トップリーグデビューした2006-07シーズンのFCバルセロナ戦で得点して注目を集めた。2008-09シーズンはマラガCFにレンタル移籍し、28試合に出場して3得点だったが、レアル・バリャドリード戦 (2-1) とセビージャFC戦 (1-0) では決勝点を挙げた。デポルティーボに復帰した2009-10シーズンは1トップあるいは2トップの一角として34試合に出場して4得点を挙げたが、どの得点も白星に繋がらなかった。2009年12月8日のFCバルセロナ戦では、それまでのリーグ戦で12試合8失点の堅守を誇っていたリーグ王者から得点を奪った。2010-11シーズンは右サイドハーフとして出場することが多かったが、リーグ戦36試合に出場してチームトップの8得点を挙げた。2011年1月3日のアスレティック・ビルバオ戦（アウェー、2-1）では2得点を奪い、5月8日のスポルティング・デ・ヒホン戦 (2-2) でも1試合2得点を決めている。ヒホン戦の3日後に行われたアスレティック・ビルバオ戦（ホーム、2-1）でも1得点し、このシーズンはアスレティック・ビルバオから計3得点を挙げた。

#### アトレティコ・マドリード
2011年7月19日、アトレティコ・マドリードと4年契約を結んだ。フリーエージェントのため移籍金は発生していない。7月28日、UEFAヨーロッパリーグ予選3回戦のストレームスゴトセトIF戦ファーストレグ (2-1) でデビューし、ホセ・アントニオ・レジェスの2得点の両方をアシストした。セカンドレグ (2-0) では先制点を決めた。8月25日、同大会本選出場プレーオフのヴィトーリア・ギマランイス戦 (4-0) ではグループリーグ進出を確実にする2得点を挙げた。9月18日のラシン・サンタンデール戦 (4-0) で、アルダ・トゥランのクロスをヘディングしてリーグ戦での初得点を挙げた。気性の激しいレジェスは控えという立場に不満を抱き、アドリアンがレギュラーの地位を確立した。10月30日のレアル・サラゴサ戦 (3-1) と11月3日のウディネーゼ・カルチョ戦（UEFAヨーロッパリーグ、4-0）ではともに2得点し、わずか5日間で計4得点を挙げた。

#### FCポルト
2014年7月、FCポルト移籍が決定。移籍金は1500万ユーロ。2015-16シーズンはビジャレアルCFに期限付き移籍した。

#### CAオサスナ
2019年7月30日、CAオサスナと契約した。2021年5月22日、オサスナではリーグ戦46試合に出場したが、契約満了でクラブを退団した。

#### マラガCF
2022年3月31日、2021-22シーズン終了までのマラガCFに加入した。4月1日のジローナFC戦にて途中出場で初出場したが、リーグ戦はわずか2試合の出場に終わり、シーズン終了後に契約通りクラブを退団した。

### 代表
2007年にはU-20スペイン代表としてFIFA U-20ワールドカップに出場し、U-20ヨルダン代表戦でハットトリックを達成した。U-20アルゼンチン代表のセルヒオ・アグエロに次ぐ5得点を上げ、大会優秀選手に選ばれた。2011年にはUEFA U-21欧州選手権に出場し、準決勝のU-21ベラルーシ代表戦では0-1と劣勢だった試合終了間際に得点して延長戦に持ち込み、延長戦では逆転弾を決めて決勝進出に大きく貢献した。決勝のU-21スイス代表戦では得点できなかったものの、通算5得点で得点王（ゴールデンブーツ賞）に輝いた。
2012年5月26日のセルビアとの親善試合でフル代表デビューを果たし、先制点となる代表初得点も挙げた。

## 個人成績
2011年5月31日時点
| シーズン       | クラブ                   | ディビジョン   | 国内リーグ | 国内リーグ | 国内カップ | 国内カップ | UEFA CL | UEFA CL | 他UEFA大会 | 他UEFA大会 | 通算 | 通算 |
| シーズン       | クラブ                   | ディビジョン   | 出場       | 得点       | 出場       | 得点       | 出場    | 得点    | 出場       | 得点       | 出場 | 得点 |
| -------------- | ------------------------ | -------------- | ---------- | ---------- | ---------- | ---------- | ------- | ------- | ---------- | ---------- | ---- | ---- |
| 2004-05        | オビエド                 | テルセーラ     | 4          | 1          | -          | -          | -       | -       | -          | -          | 4    | -    |
| 2005-06        | オビエド                 | セグンダB      | 26         | 3          | 1          | 0          | -       | -       | -          | -          | 27   | 3    |
| 2006–07        | デポルティーボ           | プリメーラ     | 15         | 1          | 6          | 1          | -       | -       | -          | -          | 21   | 2    |
| 2007–08        | デポルティーボ           | プリメーラ     | 7          | 0          | 1          | 0          | -       | -       | -          | -          | 7    | 0    |
| 2007-08        | アラベス                 | セグンダ       | 10         | 3          | 0          | 0          | -       | -       | -          | -          | 10   | 3    |
| 2008-09        | マラガ                   | プリメーラ     | 28         | 4          | 2          | 0          | -       | -       | -          | -          | 30   | 4    |
| 2009-10        | デポルティーボ           | プリメーラ     | 34         | 4          | 5          | 0          | -       | -       | -          | -          | 39   | 4    |
| 2010-11        | デポルティーボ           | プリメーラ     | 36         | 7          | 4          | 4          | -       | -       | -          | -          | 40   | 11   |
| 2011-12        | アトレティコ・マドリード | プリメーラ     | 35         | 7          | 2          | 1          | -       | -       | 18         | 11         | 55   | 19   |
| プリメーラ通算 | プリメーラ通算           | プリメーラ通算 | 155        | 23         | 20         | 6          | -       | -       | 18         | 11         | 193  | 40   |

| #  | 日時          | 場所                        | 対戦相手 | スコア | 最終結果 | 大会     |
| -- | ------------- | --------------------------- | -------- | ------ | -------- | -------- |
| 1. | 2012年5月26日 | AFGアレナ、ザンクト・ガレン | セルビア | 1 -0   | 2-0      | 親善試合 |

## タイトル

### クラブ
アトレティコ・マドリード
- リーガ・エスパニョーラ : 2013-14
- UEFAヨーロッパリーグ : 2011-12
- UEFAスーパーカップ : 2012
- コパ・デル・レイ : 2012-13

FCポルト
- スーペルタッサ・カンディド・デ・オリベイラ : 2018

### 代表
U-21スペイン代表
- UEFA U-21欧州選手権 : 2011

### 個人
- FIFA U-20ワールドカップ シルバーボール賞 : 2007
- UEFA U-21欧州選手権 ゴールデンブーツ賞 : 2011